# Cardiocladius
Cardiocladius is een muggengeslacht uit de familie van de Dansmuggen (Chironomidae).

## Soorten
- C. albiplumus Saether, 1969
- C. capucinus (Zetterstedt, 1850)
- C. freyi Stora, 1936
- C. fulva (Johannsen, 1908)
- C. fuscus Kieffer, 1924
- C. leoni Goetghebuer, 1932
- C. obscura (Johannsen, 1903)
- C. platypus (Coquillett, 1902)